# Tercera División de la Liga Central de Football de Santiago 1929
El Torneo de la Tercera División de la Liga Central de Football de Santiago 1929 fue la 1.º edición de la tercera y última categoría de la Liga Central de Football de Santiago, competición unificada de fútbol de carácter oficial y amateur de la capital de Chile, correspondiente a la temporada 1929. Se jugó desde 1929 hasta el 12 de enero de 1930.
Su organización estuvo a cargo de la Liga Central de Football de Santiago (LCF) y contó con la participación de 18 equipos. La competición, subdividida en dos series de nueve equipos cada una, se disputó bajo el sistema de todos contra todos, en una sola rueda.
El campeón fue Independencia, que, con una victoria por 3-1 ante Morning Star en la definición final, se adjudicó su primer título de la Tercera División de la Liga Central de Football de Santiago.

## Equipos participantes

### Información de los clubes[2][3]
| Equipo                   | Ciudad            |
| ------------------------ | ----------------- |
| Almirante Simpson        | Santiago de Chile |
| Escuela de Artes         | Santiago de Chile |
| Everton-Celta            | Santiago de Chile |
| General Borgoño          | Santiago de Chile |
| Germinar                 | Santiago de Chile |
| Independencia            | Santiago de Chile |
| Lautaro Atlético         | Santiago de Chile |
| Manuel Acevedo           | Santiago de Chile |
| Morning Star             | Santiago de Chile |
| Primero de Mayo          | Santiago de Chile |
| Rangers-Río de Janeiro   | Santiago de Chile |
| Santos Dumont-Caty       | Santiago de Chile |
| Teniente Godoy           | Santiago de Chile |
| Unión Arauco             | Santiago de Chile |
| Unión Condell            | Santiago de Chile |
| Unión Cordillera-Chilena | Santiago de Chile |
| Vista Hermosa            | Santiago de Chile |

## Resultados
| Manuel Acevedo   |     | Vista Hermosa            | Manuel Acevedo                   |  | 5 de mayo | 15:30 |
| Escuela De Artes | 1-4 | Borgoño                  | Magallanes                       |  | 5 de mayo | 15:30 |
| Unión Arauco     |     | Unión Cordillera-Chilena | Estadio de Carabineros, Cancha 2 |  | 5 de mayo | 15:30 |

## Campeón
| Santiago de Chile        |
| Independencia 1.º título |